# Чернянська волость
Чернянська во́лость — історична адміністративно-територіальна одиниця Новооскілького повіту Курської губернії з центром у слободі Чернянка.
Станом на 1885 рік складалася з 5 поселень, 9 сільських громад. Населення — 5534 особи (2806 чоловічої статі та 2728 — жіночої), 454 дворових господарств.
|                     | Площа, десятин | У тому числі орної, дес. |
| ------------------- | -------------- | ------------------------ |
| Сільських громад    | 5220           | 4735                     |
| Приватної власності | 5211           | 3908                     |
| Іншої власності     | 68             | 68                       |
| Загалом             | 10499          | 8711                     |

Основні поселення волості:
- Чернянка — колишнє власницька слобода біля річки Оскіл за 20 верст від повітового міста, 4952 особи, 974 двори, 2 православні церкви, школа, 2 богодільні, 10 лавок, постоялий двір. За 6 верст - цегельний завод.
- Ближня Лівенка — колишнє державне село біля річки Оскіл, 295 осіб, 48 дворів.